# Джая Бхадурі
Джая Бхадурі (англ. Jaya Bhaduri, в шлюбі Джая Баччан; нар. 9 квітня 1948, Джабалпур, Мадг'я-Прадеш, Індія) — індійська акторка, сценаристка, продюсерка і політик. Лауреатка трьох Filmfare Award за найкращу жіночу роль і трьох за найкращу жіночу роль другого плану.

## Життєпис
Народилася у бенгальській родині 9 квітня 1948 року в Калькутті, Індія. Батько — Тарун Кумар Бхадурі, журналіст, письменник, художник. Мати — Індіра Бхадурі. Чоловік — Амітаб Баччан, актор. Діти — Швета та Абхішек Баччани.
Джая розпочала свою кар'єру з маленької ролі у фільмі Сатьяджита Рая «Велике місто» у 1963 році. Вона завоювала серця глядачів у ролі сестри Уттама Кумара у бенгальському фільмі Dhannyi Meye.
Завдяки навчанню в Кіноінституті Пуни стала акторкою у фільмі на гінді — це був фільм Рішикеша Мукхерджі «Гудді». У ролі Гудді Джая зіграла людину, з якою могла ідентифікувати себе вся країна. Після успіху «Гудді» Джаї стали пропонувати схожі ролі ролі у фільмах Uphaar, Jawani Diwani, Anamika. Вона намагалася відірватися від цього іміджу за допомогою таких фільмів, як «Подолання» та «Чистий аркуш», і незабаром її почали сприймати як консервативну леді в сарі, загорнуту по самі плечі.
Джая Бхадурі закохалася в Амітабха Баччана, актора-початківця. Вона підписала з ним чотири проєкти: Ek Nazar, Bansi Birju, «Відтермінована розплата» та «Гординя», які були продані виключно завдяки її зірковій привабливості. А з успіхом «Відтермінованої розплати» та «Гординя» відмовилася від процвітаючої кар'єри і одружилась з ним.
На зйомках фільму «Помста і закон» (1975) Бхадурі була вагітна донькою Шветою. Згодом вона відійшла від зйомок у кіно і зайнялася вихованням дітей.
У 1981 році, після того, як її чоловік став зіркою, а в шлюбі почалася криза через чутки про подружню зраду, вона повернулася на екран (тільки на один фільм) і знялася в парі з Амітабхом і Рекхою у фільмі «Любовний зв'язок».
Довгі роки Джая не знімалася, але вела досить активне соціальне життя, робила передачі для дітей, багато допомагала чоловіку в його проєкті ABCL. 1995 року успішна телепродюсерка і голова Дитячого Кінотовариства, Джая повернулася в кіноіндустрію на гінді, знявшись у фільмі Говінда Ніхалані «Мати землі». Її справжнім кіноповерненням став фільм « У пошуках брата», — до Джайї знову повернулися успіх і визнання. Зараз Джая іноді знімається в кіно, але найбільше її цікавить політичне життя (Джая — член парламенту Індії).

## Нагороди
Акторка — володарка багатьох нагород, зокрема Special Life Time Achievement award (1998) — прижиттєва нагорода за визначний внесок в індійське кіно.

## Фільмографія
- Rocky Aur Rani Ki Prem Kahani (2023)
- Ki & Ka Guest appearance (2016)
- Sunglass (2013)
- Meherjaan (2011)
- Татко (2009)
- Sunglass (2008)
- Lovesongs: Yesterday, Today & Tomorrow (2008)
- Вкрадена невинність (2007)
- Laaga Chunari Mein Daag … Савітрі
- Настане завтра чи ні ? (2003) … Дженніфер Капур
- Desh (2002) … Супрабха Деві
- Koi Mere Dil Se Poochhe (2002) … Мансі Деві
- Daughters of This Century (2001) … Abhagi
- І в смутку, і в радості (2001)… Нандіні Райчанд
- Dr. Mukta (2000)… Dr. Mukta
- У пошуках брата (2000) … Нішатбі
- Мати землі (1998) … Sujata Chatterji
- Akka (1994) … камео
- Любовний зв'язок (1981) … Шобха Мальхотра
- Nauker (1979).
- Ek Baap Chhe Bete (1978)
- Abhi To Jee Lein (1977).
- Нишком (1975) … Васудха
- Милі (1975) … Мілі Кханна
- Помста та закон (1975) … Радха
- Dil Diwana (1974)
- Doosri Sita (1974)
- Чистий лист (1974)… Арчана Гупта
- Naya Din Nai Raat (1974)
- Gaai Aur Gori (1973)
- Anamika (1973) … Анаміка / Канчан / Арчана
- Phagun (1973)
- Гординя (1973) … Ума Кумар
- Розплата, що тривала (1973) … Мала
- Подолання (1972) … Аарті Матхур
- Bansi Birju (1972) …
- Bawarchi (1972) … Крішна Шарма
- Ek Nazar (1972) … Шабнам
- Звук (1972) … Raat Ki Rani / Rani
- Annadata (1972)
- Samadhi (1972)
- Гувернер (1972).
- Jawani Diwani (1972) … Ніта Тхакур
- Piya Ka Ghar (1972) … Малті Шанкар
- Jai Jawan Jai Makan (1971)
- Dhanyee Meye (1971)
- Uphaar (1971)
- Гудді (1971) … Кусум «Гудді»
- Велике місто (1963).